# Strangford (circonscription de l'Assemblée d'Irlande du Nord)
Pour les articles homonymes, voir Strangford.
Strangford (irlandais : Loch Cuan, Ulster Scots: Strangfurd) est une circonscription de l'Assemblée d'Irlande du Nord.
Le siège a été utilisé pour la première fois pour une élection en Irlande du Nord uniquement pour le Forum d'Irlande du Nord en 1996. Depuis 1998, il a élu des membres à l'Assemblée actuelle.
Pour les élections à l'Assemblée avant 1996, la circonscription faisait en grande partie partie des circonscriptions de North Down, des sections plus petites étant ajoutées à partir de la circonscription de Belfast East et de la circonscription de Belfast South. Depuis 1997, il partage ses limites avec la circonscription du Parlement britannique de Strangford.
Pour plus de détails sur l'histoire et les limites de la circonscription, voir Strangford (circonscription du Parlement britannique).

## Membres
| Élection                 | MLA (parti)                       | MLA (parti)                      | MLA (parti)           | MLA (parti)          | MLA (parti)             | MLA (parti)          | MLA (parti)        | MLA (parti)                    | MLA (parti) | MLA (parti)         | MLA (parti)        | MLA (parti)        |
| ------------------------ | --------------------------------- | -------------------------------- | --------------------- | -------------------- | ----------------------- | -------------------- | ------------------ | ------------------------------ | ----------- | ------------------- | ------------------ | ------------------ |
| 1996                     |                                   | Kieran McCarthy (Alliance Party) |                       | Tom Benson (UUP)     |                         | Jim Shannon (DUP)    |                    | John Taylor (UUP)              |             | Iris Robinson (DUP) | 5 sièges 1996–1998 | 5 sièges 1996–1998 |
| 1998                     |                                   | Kieran McCarthy (Alliance Party) | Cedric Wilson (UKUP)  | Tom Benson (UUP)     |                         | Jim Shannon (DUP)    |                    | John Taylor (UUP)              |             | Iris Robinson (DUP) |                    |                    |
| Janvier 2001 co-option   | Tom Hamilton (UUP)                | Kieran McCarthy (Alliance Party) | Cedric Wilson (UKUP)  |                      |                         | Jim Shannon (DUP)    |                    | John Taylor (UUP)              |             | Iris Robinson (DUP) |                    |                    |
| 2003                     | David McNarry (UUP/UKIP)          | Kieran McCarthy (Alliance Party) |                       | George Ennis (DUP)   |                         | Jim Shannon (DUP)    |                    | John Taylor (UUP)              |             | Iris Robinson (DUP) |                    |                    |
| 2007                     | David McNarry (UUP/UKIP)          | Kieran McCarthy (Alliance Party) |                       | Simon Hamilton (DUP) | Michelle McIlveen (DUP) | Jim Shannon (DUP)    |                    |                                |             | Iris Robinson (DUP) |                    |                    |
| Janvier 2010 co-option   | David McNarry (UUP/UKIP)          | Kieran McCarthy (Alliance Party) | Jonathan Bell (DUP)   | Simon Hamilton (DUP) | Michelle McIlveen (DUP) | Jim Shannon (DUP)    |                    |                                |             |                     |                    |                    |
| Aout 2010 co-option      | David McNarry (UUP/UKIP)          | Kieran McCarthy (Alliance Party) | Jonathan Bell (DUP)   | Simon Hamilton (DUP) | Michelle McIlveen (DUP) | Simpson Gibson (DUP) |                    |                                |             |                     |                    |                    |
| 2011                     | David McNarry (UUP/UKIP)          | Kieran McCarthy (Alliance Party) | Jonathan Bell (DUP)   | Simon Hamilton (DUP) | Michelle McIlveen (DUP) |                      | Mike Nesbitt (UUP) |                                |             |                     |                    |                    |
| Octobre 2012 defection   | David McNarry (UUP/UKIP)          | Kieran McCarthy (Alliance Party) | Jonathan Bell (DUP)   | Simon Hamilton (DUP) | Michelle McIlveen (DUP) |                      | Mike Nesbitt (UUP) |                                |             |                     |                    |                    |
| 2016                     | Kellie Armstrong (Alliance Party) |                                  | Jonathan Bell (DUP)   | Simon Hamilton (DUP) | Michelle McIlveen (DUP) | Philip Smith (UUP)   | Mike Nesbitt (UUP) |                                |             |                     |                    |                    |
| 2017                     | Kellie Armstrong (Alliance Party) | 5 sièges 2017–présent            | 5 sièges 2017–présent | Simon Hamilton (DUP) | Michelle McIlveen (DUP) | Peter Weir (DUP)     | Mike Nesbitt (UUP) |                                |             |                     |                    |                    |
| Septembre 2019 co-option | Kellie Armstrong (Alliance Party) | 5 sièges 2017–présent            | 5 sièges 2017–présent | Harry Harvey (DUP)   | Michelle McIlveen (DUP) | Peter Weir (DUP)     | Mike Nesbitt (UUP) |                                |             |                     |                    |                    |
| 2022                     | Kellie Armstrong (Alliance Party) | 5 sièges 2017–présent            | 5 sièges 2017–présent | Harry Harvey (DUP)   | Michelle McIlveen (DUP) |                      | Mike Nesbitt (UUP) | Nick Mathison (Alliance Party) |             |                     |                    |                    |

Note: Les colonnes de ce tableau sont utilisées uniquement à des fins de présentation et aucune importance ne doit être attachée à l'ordre des colonnes. Pour plus de détails sur l'ordre dans lequel les sièges ont été remportés à chaque élection, voir les résultats détaillés de cette élection.

## Élections

### Assemblée d'Irlande du Nord

#### 2022
| Parti | Parti                | Candidat          | %      | Comptage | Comptage | Comptage | Comptage | Comptage | Comptage | Comptage | Comptage | Comptage |
| Parti | Parti                | Candidat          | %      | 1        | 2        | 3        | 4        | 5        | 6        | 7        | 8        | 9        |
| --- | -------------------- | ----------------- | ------ | -------- | -------- | -------- | -------- | -------- | -------- | -------- | -------- | -------- |
| | Alliance             | Kellie Armstrong  | 17.17% | 7,015    |          |          |          |          |          |          |          |          |
| | DUP                  | Michelle McIlveen | 16.15% | 6,601    | 6,643    | 6,645    | 6,779    | 8,344    |          |          |          |          |
| | DUP                  | Harry Harvey      | 11.51% | 4,704    | 4,728    | 4,737    | 4,788    | 6,140    | 7,488    |          |          |          |
| | Ulster Unionist      | Mike Nesbitt      | 9.04%  | 3,693    | 3,763    | 3,775    | 5,822    | 6,034    | 6,124    | 6,471    | 6,478    | 6,707    |
| | Alliance             | Nick Mathison     | 6.91%  | 2,822    | 3,279    | 3,568    | 3,670    | 3,697    | 3,707    | 3,735    | 3,842    | 6,174    |
| | TUV                  | Stephen Cooper    | 12.69% | 5,186    | 5,233    | 5,240    | 5,327    | 5,502    | 5,570    | 5,866    | 5,868    | 5,924    |
| | SDLP                 | Conor Houston     | 5.97%  | 2,440    | 2,563    | 3,715    | 3,759    | 3,772    | 3,778    | 3,781    | 3,802    |          |
| | DUP                  | Peter Weir        | 8.12%  | 3,313    | 3,330    | 3,335    | 3,392    |          |          |          |          |          |
| | Ulster Unionist      | Philip Smith      | 6.20%  | 2,535    | 2,556    | 2,567    |          |          |          |          |          |          |
| | Sinn Féin            | Róisé McGivern    | 3.93%  | 1,607    | 1,644    |          |          |          |          |          |          |          |
| | Green (NI)           | Maurice Macartney | 2.03%  | 831      |          |          |          |          |          |          |          |          |
| | Independent Unionist | Ben King          | 0.29%  | 118      |          |          |          |          |          |          |          |          |
| Électorat : 70,775 Valide : 40,865 (57.74%) Non valide : 480 Quota : 6,811 Participation : 41,345 (58.42%) |                      |                   |        |          |          |          |          |          |          |          |          |          |

#### 2017
| Parti | Parti            | Candidat          | %      | Comptage | Comptage | Comptage | Comptage | Comptage | Comptage | Comptage | Comptage | Comptage | Comptage | Comptage |
| Parti | Parti            | Candidat          | %      | 1        | 2        | 3        | 4        | 5        | 6        | 7        | 8        | 9        | 10       | 11       |
| --- | ---------------- | ----------------- | ------ | -------- | -------- | -------- | -------- | -------- | -------- | -------- | -------- | -------- | -------- | -------- |
| | Alliance         | Kellie Armstrong  | 14.99% | 5,813    | 5,845    | 6,372    | 6,610    |          |          |          |          |          |          |          |
| | DUP              | Simon Hamilton    | 16.04% | 6,221    | 6,234    | 6,259    | 6,262    | 6,531    |          |          |          |          |          |          |
| | DUP              | Michelle McIlveen | 14.77% | 5,728    | 5,737    | 5,746    | 5,747    | 5,963    | 5,963.75 | 6,013.25 | 6,330    | 6,762    |          |          |
| | Ulster Unionist  | Mike Nesbitt      | 13.72% | 5,323    | 5,362    | 5,419    | 5,432    | 5,644    | 5,653    | 5,657    | 6,112    | 6,540    |          |          |
| | DUP              | Peter Weir        | 9.13%  | 3,543    | 3,552    | 3,556    | 3,556    | 3,636    | 3,636    | 3,639.5  | 3,877.75 | 4,191.25 | 5,101.5  | 5,392.38 |
| | SDLP             | Joe Boyle         | 7.85%  | 3,045    | 3,049    | 3,120    | 3,878    | 3,900    | 4,020.75 | 4,021    | 4,115    | 4,229.25 | 5,163.25 | 5,167.09 |
| | Ulster Unionist  | Philip Smith      | 6.32%  | 2,453    | 2,480    | 2,507    | 2,507    | 2,648    | 2,648    | 2,651    | 2,800    | 3,079.25 |          |          |
| | Indépendant      | Jimmy Menagh      | 4.19%  | 1,627    | 1,634    | 1,683    | 1,689    | 1,842    | 1,845    | 1,846.5  | 2,189.75 |          |          |          |
| | Indépendant      | Jonathan Bell     | 3.81%  | 1,479    | 1,489    | 1,549    | 1,578    | 1,782    | 1,791.75 | 1,794    |          |          |          |          |
| | TUV              | Stephen Cooper    | 3.43%  | 1,330    | 1,350    | 1,370    | 1,373    |          |          |          |          |          |          |          |
| | Sinn Féin        | Dermot Kennedy    | 2.86%  | 1,110    | 1,110    | 1,129    |          |          |          |          |          |          |          |          |
| | Green (NI)       | Ricky Bamford     | 2.37%  | 918      | 930      |          |          |          |          |          |          |          |          |          |
| | NI Conservatives | Scott Benton      | 0.50%  | 195      |          |          |          |          |          |          |          |          |          |          |
| Électorat : 64,393 Valide : 38,785 (60.23%) Non valide : 454 Quota : 6,465 Participation : 39,239 (60.94%) |                  |                   |        |          |          |          |          |          |          |          |          |          |          |          |

#### 2016
| Parti | Parti            | Candidat          | %      | Comptage | Comptage | Comptage | Comptage | Comptage | Comptage | Comptage | Comptage | Comptage | Comptage |
| Parti | Parti            | Candidat          | %      | 1        | 2        | 3        | 4        | 5        | 6        | 7        | 8        | 9        | 10       |
| --- | ---------------- | ----------------- | ------ | -------- | -------- | -------- | -------- | -------- | -------- | -------- | -------- | -------- | -------- |
| | Ulster Unionist  | Mike Nesbitt      | 14.32% | 4,673    |          |          |          |          |          |          |          |          |          |
| | DUP              | Michelle McIlveen | 14.29% | 4,663    |          |          |          |          |          |          |          |          |          |
| | DUP              | Jonathan Bell     | 10.40% | 3,393    | 3,411    | 3,416    | 3,517    | 3,540    | 3,774    | 5,164    |          |          |          |
| | DUP              | Simon Hamilton    | 12.14% | 3,964    | 3,994    | 3,996    | 4,099    | 4,129    | 4,468    | 4,983    |          |          |          |
| | Alliance         | Kellie Armstrong  | 10.72% | 3,499    | 3,563    | 3,656    | 3,720    | 4,313    | 4,368    | 4,393    | 4,412.84 | 4,643.46 | 4,662.46 |
| | Ulster Unionist  | Philip Smith      | 5.19%  | 1,694    | 1,805    | 1,805    | 1,905    | 1,963    | 2,335    | 2,475    | 2,904.04 | 3,676.88 | 3,957.88 |
| | SDLP             | Joe Boyle         | 8.35%  | 2,724    | 2,738    | 3,152    | 3,176    | 3,276    | 3,293    | 3,311    | 3,320.3  | 3,367.92 | 3,387.92 |
| | Indépendant      | Jimmy Menagh      | 5.64%  | 1,840    | 1,898    | 1,905    | 1,972    | 2,048    | 2,249    | 2,276    | 2,312.58 |          |          |
| | DUP              | Harry Harvey      | 6.18%  | 2,017    | 2,031    | 2,033    | 2,067    | 2,072    | 2,226    |          |          |          |          |
| | TUV              | Stephen Cooper    | 4.31%  | 1,407    | 1,418    | 1,419    | 1,590    | 1,606    |          |          |          |          |          |
| | Green (NI)       | Georgia Grainger  | 2.83%  | 924      | 946      | 993      | 1,043    |          |          |          |          |          |          |
| | UKIP             | Stephen Crosby    | 2.33%  | 759      | 796      | 807      |          |          |          |          |          |          |          |
| | Sinn Féin        | Dermot Kennedy    | 2.03%  | 661      | 662      |          |          |          |          |          |          |          |          |
| | NI Conservatives | Bill McKendry     | 0.96%  | 314      |          |          |          |          |          |          |          |          |          |
| | Indépendant      | Rab McCartney     | 0.33%  | 107      |          |          |          |          |          |          |          |          |          |
| Électorat : 65,695 Valide : 32,639 (49.68%) Non valide : 375 Quota : 4,663 Participation : 33,014 (50.25%) |                  |                   |        |          |          |          |          |          |          |          |          |          |          |

#### 2011
| Parti | Parti           | Candidat          | %      | Comptage | Comptage | Comptage | Comptage | Comptage | Comptage |
| Parti | Parti           | Candidat          | %      | 1        | 2        | 3        | 4        | 5        | 6        |
| --- | --------------- | ----------------- | ------ | -------- | -------- | -------- | -------- | -------- | -------- |
| | DUP             | Michelle McIlveen | 15.41% | 4,573    |          |          |          |          |          |
| | Alliance        | Kieran McCarthy   | 14.44% | 4,284    |          |          |          |          |          |
| | DUP             | Jonathan Bell     | 14.38% | 4,265    |          |          |          |          |          |
| | DUP             | Simon Hamilton    | 11.65% | 3,456    | 3,672.58 | 3,778.93 | 3,960.4  | 5,745.4  |          |
| | Ulster Unionist | Mike Nesbitt      | 11.03% | 3,273    | 3,286.93 | 3,371.93 | 3,595.28 | 3,780.92 | 4,069.92 |
| | Ulster Unionist | David McNarry     | 9.35%  | 2,773    | 2,790.01 | 2,875.29 | 3,076.43 | 3,259.88 | 3,766.88 |
| | SDLP            | Joe Boyle         | 8.51%  | 2,525    | 2,527.03 | 2,579.03 | 3,245.24 | 3,281.36 | 3,308.36 |
| | DUP             | Billy Walker      | 7.33%  | 2,175    | 2,231.49 | 2,282.84 | 2,449.33 |          |          |
| | TUV             | Terry Williams    | 2.83%  | 841      | 844.01   | 963.01   |          |          |          |
| | Sinn Féin       | Mickey Coogan     | 3.04%  | 902      | 902.28   | 913.28   |          |          |          |
| | UKIP            | Cecil Andrews     | 2.03%  | 601      |          |          |          |          |          |
| Électorat : 62,178 Valide : 29,668 (47.71%) Non valide : 518 Quota : 4,239 Participation : 30,186 (48.55%) |                 |                   |        |          |          |          |          |          |          |

#### 2007
| Parti | Parti                | Candidat          | %      | Comptage | Comptage | Comptage | Comptage | Comptage | Comptage | Comptage | Comptage | Comptage | Comptage | Comptage | Comptage | Comptage |
| Parti | Parti                | Candidat          | %      | 1        | 2        | 3        | 4        | 5        | 6        | 7        | 8        | 9        | 10       | 11       | 12       | 13       |
| --- | -------------------- | ----------------- | ------ | -------- | -------- | -------- | -------- | -------- | -------- | -------- | -------- | -------- | -------- | -------- | -------- | -------- |
| | DUP                  | Iris Robinson     | 16.43% | 5,917    |          |          |          |          |          |          |          |          |          |          |          |          |
| | DUP                  | Jim Shannon       | 13.29% | 4,788    | 5,013.68 | 5,085.46 | 5,119.59 | 5,138.02 | 5,178.02 |          |          |          |          |          |          |          |
| | Alliance             | Kieran McCarthy   | 11.34% | 4,085    | 4,095.92 | 4,110.31 | 4,206.57 | 4,255.09 | 4,418.48 | 4,540.74 | 4,689.74 | 5,206.74 |          |          |          |          |
| | Ulster Unionist      | David McNarry     | 10.30% | 3,709    | 3,737.08 | 3,754.08 | 3,842.08 | 4,110.6  | 4,204.12 | 4,356.51 | 4,360.51 | 4,469.29 | 6,036.29 |          |          |          |
| | DUP                  | Simon Hamilton    | 10.80% | 3,889    | 3,959.85 | 3,975.85 | 4,002.37 | 4,026.32 | 4,059.36 | 4,284.79 | 4,286.79 | 4,359.83 | 4,663.73 | 4,982.73 | 4,986.73 | 4,997.73 |
| | DUP                  | Michelle McIlveen | 9.63%  | 3,468    | 3,858.91 | 3,887.69 | 3,903.95 | 3,932.99 | 4,002.37 | 4,148.06 | 4,149.06 | 4,215.23 | 4,377.39 | 4,560.39 | 4,568.39 | 4,579.39 |
| | SDLP                 | Joe Boyle         | 8.52%  | 3,068    | 3,068.78 | 3,071.78 | 3,082.78 | 3,096.04 | 3,122.3  | 3,132.3  | 3,937.43 | 4,088.56 | 4,294.34 | 4,512.34 | 4,547.34 | 4,548.34 |
| | Ulster Unionist      | Angus Carson      | 5.91%  | 2,128    | 2,138.27 | 2,157.66 | 2,207.79 | 2,487.22 | 2,571.74 | 2,723.26 | 2,733.26 | 2,818.65 |          |          |          |          |
| | Green (NI)           | Stephanie Sim     | 2.41%  | 868      | 871.64   | 887.77   | 942.16   | 951.16   | 1,092.55 | 1,166.81 | 1,251.81 |          |          |          |          |          |
| | Sinn Féin            | Dermot Kennedy    | 3.02%  | 1,089    | 1,089.13 | 1,089.13 | 1,090.13 | 1,095.13 | 1,099.13 | 1,099.13 |          |          |          |          |          |          |
| | UK Unionist Party    | George Ennis      | 2.42%  | 872      | 876.16   | 953.68   | 987.94   | 998.2    | 1,039.33 |          |          |          |          |          |          |          |
| | Indépendant          | Martin Gregg      | 1.80%  | 650      | 657.15   | 676.28   | 724.28   | 733.28   |          |          |          |          |          |          |          |          |
| | Ulster Unionist      | Michael Henderson | 1.87%  | 675      | 682.67   | 686.67   | 719.67   |          |          |          |          |          |          |          |          |          |
| | NI Conservatives     | Robert Little     | 1.41%  | 508      | 509.95   | 518.08   |          |          |          |          |          |          |          |          |          |          |
| | Independent Unionist | Cedric Wilson     | 0.85%  | 305      | 308.77   |          |          |          |          |          |          |          |          |          |          |          |
| Électorat : 66,648 Valide : 36,019 (54.04%) Non valide : 321 Quota : 5,146 Participation : 36,340 (54.53%) |                      |                   |        |          |          |          |          |          |          |          |          |          |          |          |          |          |

#### 2003
| Parti | Parti                           | Candidat        | %      | Comptage | Comptage | Comptage | Comptage | Comptage | Comptage | Comptage | Comptage | Comptage | Comptage | Comptage |
| Parti | Parti                           | Candidat        | %      | 1        | 2        | 3        | 4        | 5        | 6        | 7        | 8        | 9        | 10       | 11       |
| --- | ------------------------------- | --------------- | ------ | -------- | -------- | -------- | -------- | -------- | -------- | -------- | -------- | -------- | -------- | -------- |
| | DUP                             | Iris Robinson   | 22.95% | 8,548    |          |          |          |          |          |          |          |          |          |          |
| | Ulster Unionist                 | John Taylor     | 15.19% | 5,658    |          |          |          |          |          |          |          |          |          |          |
| | DUP                             | George Ennis    | 12.37% | 4,606    | 6,138.54 |          |          |          |          |          |          |          |          |          |
| | DUP                             | Jim Shannon     | 12.63% | 4,703    | 6,105.67 |          |          |          |          |          |          |          |          |          |
| | Ulster Unionist                 | David McNarry   | 8.05%  | 3,000    | 3,055.5  | 3,169.46 | 3,304.1  | 3,394.34 | 3,413.81 | 3,449.14 | 3,589.01 | 3,884.5  | 5,610.5  |          |
| | Alliance                        | Kieran McCarthy | 7.36%  | 2,741    | 2,763.57 | 2,791.32 | 2,835.87 | 2,847.03 | 2,968.36 | 3,146.42 | 3,211.03 | 3,612.93 | 4,232.62 | 4,451.48 |
| | SDLP                            | Joe Boyle       | 7.80%  | 2,906    | 2,909.33 | 2,910.07 | 2,916.01 | 2,920.69 | 2,990.39 | 3,047.13 | 3,072.1  | 3,950.67 | 4,093.71 | 4,160.05 |
| | Ulster Unionist                 | Bob Little      | 5.70%  | 2,123    | 2,172.21 | 2,372.01 | 2,594.76 | 2,813.28 | 2,834.38 | 2,893.98 | 3,063.46 | 3,377.83 |          |          |
| | Sinn Féin                       | Dermot Kennedy  | 2.97%  | 1,105    | 1,106.11 | 1,107.59 | 1,110.89 | 1,111.61 | 1,172.61 | 1,186.35 | 1,189.05 |          |          |          |
| | Northern Ireland Unionist Party | Cedric Wilson   | 1.55%  | 576      | 618.55   | 983.74   | 1,265.89 | 1,269.67 | 1,277.54 | 1,314.82 | 1,425.63 |          |          |          |
| | PUP                             | Colin Neill     | 1.45%  | 540      | 558.87   | 620.29   | 668.8    | 672.16   | 676.01   | 697.1    |          |          |          |          |
| | Green (NI)                      | Philip Orr      | 1.14%  | 425      | 437.58   | 461.63   | 482.75   | 483.77   | 501.97   |          |          |          |          |          |
| | Indépendant                     | Danny McCarthy  | 0.86%  | 319      | 320.48   | 335.65   | 349.51   | 351.61   |          |          |          |          |          |          |
| Électorat : 66,308 Valide : 37,250 (56.18%) Non valide : 588 Quota : 5,322 Participation : 37,838 (57.06%) |                                 |                 |        |          |          |          |          |          |          |          |          |          |          |          |

#### 1998
| Parti | Parti                   | Candidat         | %      | Comptage | Comptage | Comptage | Comptage | Comptage | Comptage | Comptage | Comptage | Comptage | Comptage | Comptage | Comptage | Comptage | Comptage | Comptage | Comptage | Comptage | Comptage |
| Parti | Parti                   | Candidat         | %      | 1        | 2        | 3        | 4        | 5        | 6        | 7        | 8        | 9        | 10       | 11       | 12       | 13       | 14       | 15       | 16       | 17       | 18       |
| --- | ----------------------- | ---------------- | ------ | -------- | -------- | -------- | -------- | -------- | -------- | -------- | -------- | -------- | -------- | -------- | -------- | -------- | -------- | -------- | -------- | -------- | -------- |
| | DUP                     | Iris Robinson    | 22.08% | 9,479    |          |          |          |          |          |          |          |          |          |          |          |          |          |          |          |          |          |
| | Ulster Unionist         | John Taylor      | 21.44% | 9,203    |          |          |          |          |          |          |          |          |          |          |          |          |          |          |          |          |          |
| | Ulster Unionist         | Tom Benson       | 3.78%  | 1,623    | 1,638.75 | 2,222.19 | 2,222.19 | 2,231.52 | 2,240.52 | 2,257.2  | 2,297.84 | 2,319.76 | 2,545.66 | 3,010    | 3,072.33 | 3,252.96 | 3,257.99 | 4,599.04 | 4,719.41 | 6,327.41 |          |
| | Alliance                | Kieran McCarthy  | 6.87%  | 2,947    | 2,953.65 | 3,043.41 | 3,043.41 | 3,076.41 | 3,131.76 | 3,159.76 | 3,184.09 | 3,259.79 | 3,307.09 | 3,353.93 | 3,366.71 | 3,546.30 | 3,661.29 | 3,796.85 | 6,095.15 | 6,202.15 |          |
| | DUP                     | Jim Shannon      | 3.30%  | 1,415    | 3,682.3  | 3,742.03 | 3,743.03 | 3,750.08 | 3,755.08 | 3,777.87 | 3,795.62 | 3,827.21 | 3,971.23 | 3,995.87 | 5,141.05 | 5,267.1  | 5,271.45 | 5,403.97 | 5,435.41 | 5,862.79 | 5,932.54 |
| | UK Unionist Party       | Cedric Wilson    | 7.17%  | 3,078    | 3,350.65 | 3,502.78 | 3,506.44 | 3,513.12 | 3,521.47 | 3,540.49 | 3,573.14 | 3,593.55 | 3,699.24 | 3,740.23 | 3,871.12 | 3,978.89 | 3,981.59 | 4,141.92 | 4,178.61 | 4,720.04 | 4,804.04 |
| | SDLP                    | Danny McCarthy   | 4.62%  | 1,982    | 1,985.85 | 2,001.36 | 2,001.36 | 2,004.36 | 2,014.36 | 2,020.69 | 2,027.37 | 2,364.06 | 2,376.71 | 2,385.03 | 2,393.41 | 2,430.42 | 4,282.09 | 4,315.01 | 4,439.28 | 4,609.97 | 4,644.97 |
| | Independent Unionist    | John Beattie     | 5.24%  | 2,247    | 2,280.95 | 2,682.89 | 2,685.22 | 2,686.55 | 2,698.89 | 2,706.59 | 2,753.97 | 2,783.64 | 2,880.32 | 3,081.28 | 3,171.91 | 3,422.55 | 3,438.2  | 3,965.4  | 4,087.26 |          |          |
| | Alliance                | Peter Osborne    | 5.29%  | 2,269    | 2,276    | 2,391.5  | 2,394.5  | 2,434.82 | 2,465.82 | 2,480.82 | 2,495.8  | 2,513.81 | 2,556.11 | 2,604.2  | 2,615.69 | 2,783.24 | 2,850.88 | 2,982.86 |          |          |          |
| | Ulster Unionist         | David McNarry    | 2.50%  | 1,073    | 1,103.8  | 1,947.61 | 1,948.94 | 1,962.3  | 1,969.3  | 1,978.28 | 1,994.93 | 2,042.56 | 2,138.23 | 2,431.45 | 2,477.3  | 2,771.54 | 2,782.21 |          |          |          |          |
| | SDLP                    | Brian Hanvey     | 4.39%  | 1,883    | 1,884.4  | 1,891.66 | 1,892.66 | 1,898.99 | 1,914.34 | 1,916.34 | 1,920.34 | 2,092    | 2,097.35 | 2,107.99 | 2,108.34 | 2,124.69 |          |          |          |          |          |
| | PUP                     | Ricky Johnston   | 3.13%  | 1,342    | 1,362.3  | 1,428.63 | 1,429.63 | 1,446.64 | 1,458.64 | 1,468.63 | 1,477.33 | 1,593.42 | 1,662.44 | 1,715.34 | 1,778.87 |          |          |          |          |          |          |
| | DUP                     | Tommy Jeffers    | 2.35%  | 1,007    | 1,544.95 | 1,564.75 | 1,564.75 | 1,568.5  | 1,570.85 | 1,580.26 | 1,593.62 | 1,624.06 | 1,677.28 | 1,713.68 |          |          |          |          |          |          |          |
| | Ulster Unionist         | Tom Hamilton     | 1.43%  | 615      | 628.3    | 1,094.26 | 1,095.59 | 1,101.24 | 1,109.24 | 1,119.91 | 1,146.92 | 1,184.78 | 1,316.63 |          |          |          |          |          |          |          |          |
| | Independent Unionist    | Wilbert McGill   | 2.22%  | 951      | 975.15   | 1,060.95 | 1,060.95 | 1,068.63 | 1,075.98 | 1,125.33 | 1,147    | 1,167.36 |          |          |          |          |          |          |          |          |          |
| | Sinn Féin               | Paddy McGreevy   | 1.43%  | 614      | 614      | 614.33   | 614.33   | 615.66   | 618.66   | 619.99   | 619.99   |          |          |          |          |          |          |          |          |          |          |
| | Ulster Democratic Party | Blakely McNally  | 0.75%  | 322      | 348.25   | 391.81   | 391.81   | 393.14   | 394.14   | 400.19   | 410.52   |          |          |          |          |          |          |          |          |          |          |
| | NI Conservatives        | Thomas Beattie   | 0.61%  | 263      | 270.7    | 292.15   | 292.15   | 298.15   | 302.15   | 312.48   |          |          |          |          |          |          |          |          |          |          |          |
| | Indépendant             | Nancy Orr        | 0.47%  | 201      | 210.1    | 223.63   | 223.63   | 235.96   | 255.31   |          |          |          |          |          |          |          |          |          |          |          |          |
| | Green (NI)              | Andrew Frew      | 0.47%  | 200      | 203.15   | 204.14   | 217.14   | 233.14   |          |          |          |          |          |          |          |          |          |          |          |          |          |
| | Labour Party NI         | Jonathan Stewart | 0.42%  | 181      | 186.95   | 195.86   | 196.86   |          |          |          |          |          |          |          |          |          |          |          |          |          |          |
| | Natural Law             | Sarah Mullins    | 0.06%  | 27       | 27       | 28.65    |          |          |          |          |          |          |          |          |          |          |          |          |          |          |          |
| Électorat : 70,868 Valide : 42,922 (60.57%) Non valide : 729 Quota : 6,132 Participation : 43,651 (61.59%) |                         |                  |        |          |          |          |          |          |          |          |          |          |          |          |          |          |          |          |          |          |          |

### 1996 forum
Les candidats retenus sont indiqués en gras.
| Parti | Parti                | Candidat(s)                                                               | Votes  | Pourcentage |
| ----- | -------------------- | ------------------------------------------------------------------------- | ------ | ----------- |
|       | UUP                  | John Taylor Tom Benson William Biggerstaff Jack Beattie                   | 12,547 | 31.3        |
|       | DUP                  | Iris Robinson Jim Shannon Sandy Geddis William Morrison                   | 11,584 | 28.9        |
|       | Alliance             | Kieran McCarthy Geraldine Rice Kathleen Coulter Jim McBriar Alan McDowell | 4,614  | 11.6        |
|       | UK Unionist          | Cedric Wilson Elizabeth Roche                                             | 3,112  | 7.8         |
|       | SDLP                 | John Moffat Joanne Murphy                                                 | 2,927  | 7.3         |
|       | PUP                  | Georgina McCrory Alfred McCrory                                           | 2,017  | 5.0         |
|       | Ulster Democratic    | James McCurrie Blakely McNally                                            | 1,080  | 2.7         |
|       | Sinn Féin            | Garret O'Fachtna Patrick McGreevy                                         | 709    | 1.8         |
|       | NI Women's Coalition | Donna Davis Victoria Moore Gerry Gribben Miriam Titterton                 | 410    | 1.0         |
|       | NI Conservatives     | Thomas Beattie Duncan Shipley-Dalton                                      | 380    | 0.9         |
|       | Green (NI)           | David Langley Robert Huey Sue Miles                                       | 213    | 0.5         |
|       | Labour coalition     | Andrew Snoddy Stephen Baker                                               | 202    | 0.5         |
|       | Workers' Party       | Tom Devlin Colum Feenan                                                   | 73     | 0.2         |
|       | Ulster Independence  | Edward Philips Trevor Richards                                            | 66     | 0.2         |
|       | Ulster Independence  | Joyce Cowden Francis Hynds                                                | 57     | 0.1         |
|       | Democratic Left      | Deidre Dunphy Imelda Hynds                                                | 53     | 0.1         |
|       | Independent Chambers | Pearl Brown Heather Magowan                                               | 13     | 0.0         |
|       | Natural Law          | Christine Bowen Lewis Walch                                               | 13     | 0.0         |